# 乳頭凹陷

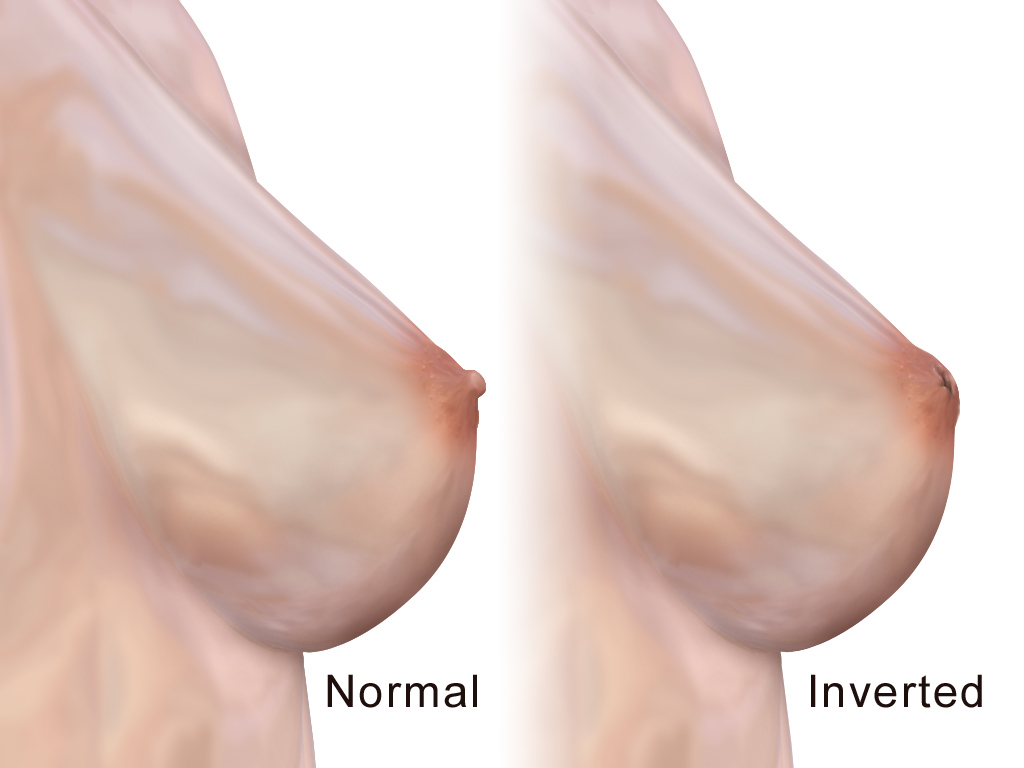
對比圖示

乳頭凹陷（inverted nipple）又稱乳頭內陷（invaginated nipple），是指乳頭凹陷或内陷而未突出乳房的情形。凹陷的乳頭若受到刺激，也可能會暫時突出。女性和男性都可能有乳頭凹陷的症狀。

## 病因

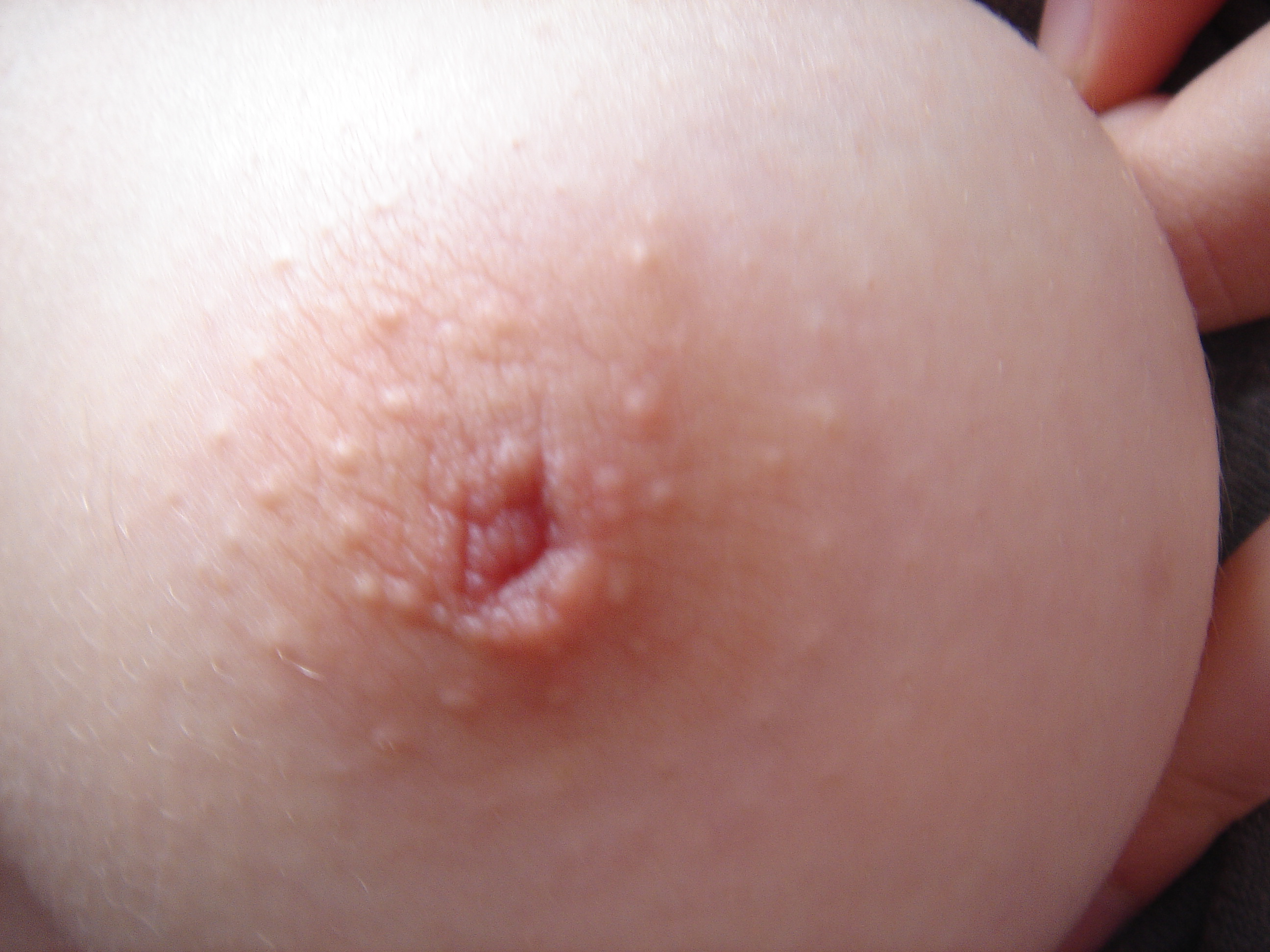

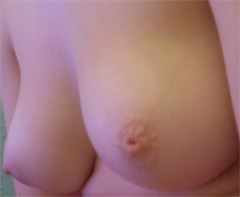

最常见病因包括：
- 先天性
- 坏疽、外傷或是手術造成
- 乳房下垂
- 乳癌 
  - 乳腺癌
  - 柏哲德氏症（英语：Paget's disease of the breast）
  - 發炎性乳癌（英语：Inflammatory breast cancer）
- 乳腺感染或發炎
  - 乳腺管擴張症（英语：Duct ectasia of breast）
  - 乳房潰傷
  - 乳腺炎
- 有關乳頭形状的遗傳變異，比如： 
  - 韋弗綜合症（英语：Weaver syndrome）
  - 先天性疾病的醣基化1A型和1L型
  - Kennerknecht-Sorgo-Oberhoffer綜合症
- 男性乳房发育症
- 前腦無裂畸形（英语：Holoprosencephaly），復發性感染和單核球增多症（英语：Monocytosis）
- 肺结核

大約10-20%的女性出生時就有乳頭凹陷的情況。最常見的原因為乳腺管過短、或是乳暈肌較大。
體重快速且大量減少時，有時也會使乳頭凹陷。

## 分級系統

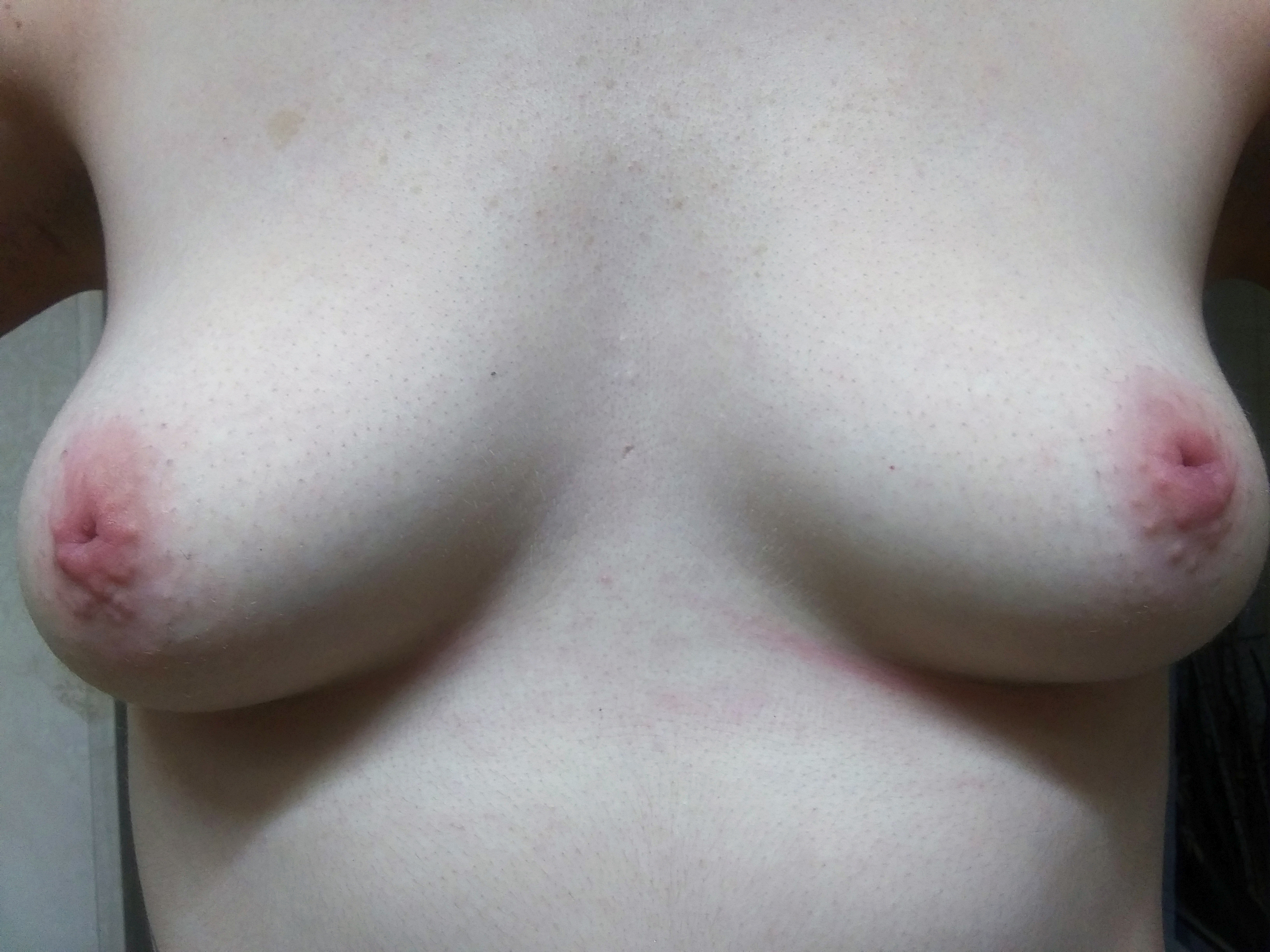
一名23歲女性的3級乳頭內陷。

乳頭凹陷嚴重程度有三種，界定了乳頭可能容易延長及乳房中存在的纖維化程度，以及它對乳腺管造成的損害。
- 第1級乳頭凹陷是指乳頭可以很容易地透過使用手指壓周圍的乳暈而被掏出。第一級的乳頭保持了其狀態並很少縮回。此外，第一級凹陷的乳頭可能偶爾自然的彈出來。[1]在此狀況下，乳管通常不會受到損害且母乳喂養並不會受到影響。這些案例又被稱為“害羞的乳頭”。它通常極少或沒有纖維化且不缺乏軟組織。其輸乳管應正常，沒有任何回縮。[需要可靠醫學來源]

- 第2級乳頭凹陷是指可以被拉出的乳頭，雖然不像第一級那樣容易，但在壓力釋放後會縮回。通常仍然可以進行母乳喂養，但在嬰兒出生最初幾週內，會難以舒適地咀嚼而需要額外的幫助。第二級凹陷的乳頭具有中等程度的纖維化。乳導管輕度縮回，但還不需要手術切開以釋放纖維化。在組織學檢查中，這些乳頭具有豐富的膠原性基質，具有許多平滑肌束。

- 第3級凹陷的乳頭是指嚴重倒置和縮回的乳頭，很難被物理拉出，需要手術才能延長。乳管通常受到限制，可能造成母乳喂養困難。透過妥善的協助，嬰兒依然可以直接食用母乳，且不會影響產奶量;母乳喂養後，乳頭通常不再倒置。患有第三級乳頭凹陷的女性有極大的感染風險，例如皮疹或乳頭衛生問題。纖維化通常十分明顯，且輸乳管很短並嚴重縮回。乳頭中的大部分軟組織明顯不足。組織學上，可見萎縮性末端導管小葉單位和嚴重纖維化。

## 懷孕與哺乳
有些個案在懷孕或是餵養母乳期間，會出現乳頭暫時性或永久突出。大多數有乳頭凹陷的女性並不會有餵養母乳的困難，但經驗不足的母親比起沒有乳頭凹陷的母親，在哺乳的初期會感到較為疼痛不適。較為高明的哺乳方法，是讓嬰兒吸吮乳暈而非乳頭，使得乳頭凹陷不構成哺乳上的困難，同時嬰兒的吸吮也可能將凹陷的乳頭吸出。哺乳前使用吸乳器或其他吸盤式功能的器具，也可以有效的使乳頭突出。頻繁的刺激如性行為與愛撫也有助於凹陷的乳頭突出。

## 方法

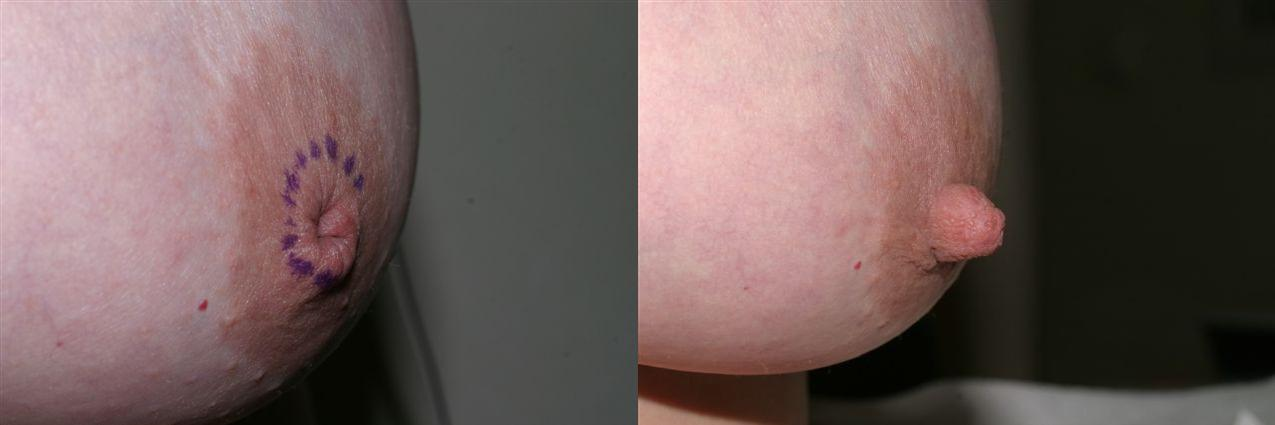
乳頭前後對比

### 乳環方法

用於矯正乳頭內陷的乳頭懸掛穿刺裝置。

另外一種方法是穿乳環。這種方法只有在乳頭可以短暫拉出時才有效。如果在伸長時刺穿，乳環本身可以有效阻止乳頭返回其凹陷狀態。透過配合护肤品的使用，這個方法將可以有效解決乳頭凹陷的問題。乳環實際上可以糾正過度拉緊的結締組織，以使乳頭與下面的結締組織分離並恢復正常的外觀。

### 其他方法
改善乳頭凹陷的其他方法包括有規律地將乳頭刺激到突出狀態，以試圖逐漸鬆開乳頭組織。 一些設計用於刺激乳頭的性玩具，例如吸盤或夾子，也可能導致原本凹陷的乳頭過度延長。  一些特殊的設備專門用來抽出凹陷的乳頭，患者亦用10毫升的一次性針筒自製的乳頭吸出器。 這些方法通常用於母乳喂養前的準備，這有時會導致凹陷的乳頭永久性延長。
有兩個方法現在已經不鼓勵使用，一為乳房護罩，另一個為荷夫曼法。 乳房護罩(穿在胸罩內部)會對乳暈加溫及施壓 ，然後可能破壞皮下組織的黏性，使乳頭不易被拉出。荷夫曼法是利用每天數次規律性的乳頭拉伸運動，可使乳頭基部的乳暈肌肉鬆弛。儘管這兩種方法一開始極力被推廣，但在1992年的一項研究中發現，這兩種方法不僅不能使哺乳更容易，反而可能增加更多困難。

## 外部連結
- Inflammatory Breast Cancer （页面存档备份，存于）